# 大野元次郎

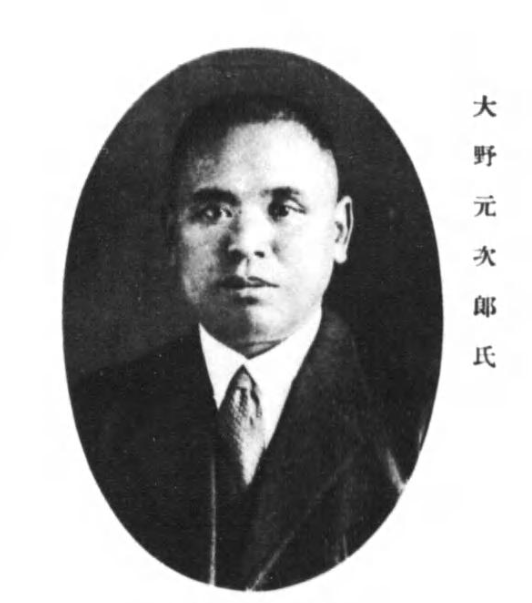
大野元次郎『川口市制三週年紀念写真帖』（1935年）より

大野 元次郎（おおの もとじろう、1889年（明治22年）1月 - 没年不明）は、日本の政治家、実業家。元川口議会議員。大野鋳工所場主。大野電機鋳造所元取締役社長。川口商工会議所元議員。
長男は元川口市長の大野元美。孫はライオンズクラブ国際理事やゼネラル・サービス代表取締役社長を務めた大野元昭。曽孫は第61代埼玉県知事の大野元裕。

## 経歴
埼玉県出身（東京府板橋区志村とも）。大野榮次郎の長男として生まれる。1935年（昭和10年）家督を相続し、鋳造業を営む。15歳の時、親戚で当時名古屋鉄工所職長であった永瀬喜三郎の徒弟として養成され、永瀬が独立経営に移るときに職長として抜擢された。その後、大野鋳工所として独立創業。
1942年（昭和17年）7月に実施された川口市会議員選挙にて市会議員に当選。ただし、この選挙は同年実施された翼賛選挙と同じような推薦方式がとられており、大野を含む推薦候補者は全員無投票当選した。

## 大野電機鋳造所

### 営業
有線通信機鋳物部品、輸出用日用品製造、丸W印深井戸用「マイヤーポンプ」製造販売元。

### 資本金
500万円（当時）

### 沿革
1918年（大正7年）大野鋳工所として創業。太平洋戦争中は航空機エンジン部品を製造した。その後、高度な技術を利用して工場の完全機械化に成功して、有線通信機部品で月産4万5000個の生産をあげた。当時川口市で最も機械化された工場であった。